# Ujmień (jezioro)
Ujmień (ros. Уймень) – jezioro w Rosji, w rejonie czojskim Republiki Ałtaju, w górnym biegu rzeki Ujmień, na północy gór Ałtaj, na południowym wschodzie pasma Iołgo, niedaleko od Pasma Sumultińskiego. Obok jeziora znajduje się szczyt o wysokości 2625 m n.p.m. Jezioro jest źródłem rzeki Ujmień.
Jezioro otaczają skały porośniętymi sosną syberyjską i jodłą. Wokół jeziora rosną kwiaty tajgowe, malina, porzeczka, czeremcha i wiciokrzew.